# Al-Mamun
Abū Jaʿfar Abdullāh al-Ma'mūn ibn Hārūn al-Rashīd (n. 13 septembrie 786 d.Hr., Bagdad, Califatul Abbasid – d. 9 august 833 d.Hr., Tarsos, Turcia) a fost cel de-al șaptelea calif al dinastiei Abbaside (813-833). Este considerat de mulți istorici ca fiind cel mai important dintre cei peste 100 de califi ai lumii Islamice care au domnit din 632 până la abolirea instituției califatului în 1924. În timpul domniei sale, Al Ma’mun a promovat literatura, științele, teologia islamică și a încercat fără succes să pună capăt diviziunilor și rivalităților doctrinale din Islam.

## Naștere
Al Ma’mun s-a născut la Bagdad pe 13/14 Septembrie 786, ca fiu al califului Harun al-Rashid și al unei sclave de origine persană, Maradjil. Noaptea nașterii a coincis cu moartea unchiului său, califul Al-Hadi, astfel Harun al-Rashid devenind cel de-al cincilea calif Abbasid. La șase luni de la nașterea lui Al Ma’mun avea să se nască și fratele său vitreg, Al-Amin. Spre deosebire de Maradjil care era o sclavă, mama lui Al-Amin, pe numele său Zubaida, era soția califului Harun al-Rashid, urmașă a tribului Quraish și nepoata lui Al-Mansur, cel de-al doilea calif Abbasid, fondator al Madinat as-Salam (Orașul Păcii), nucleul viitorul Bagdad.

## Conflictul cu Al-Amin și războiul civil
În timpul pelerinajului la Mecca din 802, Harun al-Rashid a decis ca Al-Amin sa devină calif după moartea sa, iar Al Ma’mun să fie guvernator al provinciei Khorasan, și calif după moartea fratelui său vitreg. În ultimii ani ai vieții sale, Harun a înteles ca Al Ma’mun era cel mai potrivit pentru rolul de calif, datorită inteligenței sale, de aceea a luat o decizie menită să îi multumească pe cei doi frați dar și pe susținătorii lor, în încercarea de a evita un conflict care ar fi dus la dizolvarea califatului Abbasid.
Dupa moartea lui Harun al-Rashid în 809,  Al-Amin decide să încalce testamentul tatălui său și îl numește ca succesor pe fiul său Musa, în locul lui Al Ma’mun. Această decizie va duce la un conflict deschis între cele două tabere, cea a lui Al-Amin ( preponderent arabă, sunită și tradiționalistă) și cea a lui Al Ma’mun ( dominată de factorul persan reprezentat de vizirul și suporterii săi din Merv, precum și de musulmanii șiiti și de cei non-arabi).
În 811 Al-Amin trimite o armată numeroasă în Khorasan cu scopul de a zdrobi planurile de independență ale lui Al Ma’mun. Campania se dovedește catastrofală deoarece Tahir ibn al-Husayn, generalul persan al lui Al-Mamun, învinge armata lui Al-Amin în apropiere de Teheranul de astăzi și apoi cucerește Irakul ajungând în 812 la porțile Bagdadului. În 813 Bagdadul este cucerit, Al-Amin este asasinat și Al Ma’mun devine cel de-al șaptelea calif Abbasid.
Inițial Al Ma’mun a continuat să conducă imperiul din Merv, capitala guvernoratului său din Khorasan. Dorind să pună capăt conflictului dintre cele 2 curente Islamice, cel sunnit și cel șiit, Al Ma’mun ia o decizie controversată dar inteligentă din punct de vedere politic, acela de a îl numi ca succesor după moartea sa pe Ali al-Ridha (Imam Reza), cel de-al optulea imam Șhia. Al Ma’mun îi ordonă acestuia sa vina din Medina în Merv, cu scopul de a îl controla și a ține sub control popularitatea în creștere a lui Ali al-Ridha. În aceeași perioadă are loc o revoltă în Mecca, condusă de Muhammd Ibn Ja’far al-Sadiq, fratele lui Musa al-Khadim (cel de-al șaptelea imam Șhia) care se proclamă ca Mahdi, uzurpând astfel titlul de calif al lui Al Ma’mun. Situația devine și mai complicată pentru Al Ma’mun în momentul în care vizirul său, Fazl ibn Sahl, începe să îl sprijine în secret pe Ibrahim ibn Mehdi, unchiul lui Al Ma’mun. Califul reușește să păstreze puterea, înăbușind revolta din Mecca, și ordonând asasinarea lui Fazl ibn Sahl și otrăvirea lui Ali al-Ridha. Pe 11 August 819 Al Ma’mun intră în Bagdad punând astfel capât unui conflict sângeros de șase ani, denumit “cea de-a patra Fitnă” ( o perioadă de conflict și discordie între musulmani).

## Domnia lui Al Ma’mun (813-833)
Odată cu revenirea la Bagdad, Al Ma’mun a renunțat la tentativele de apropiere sau reconciliere cu musulmanii șiiti, înlocuind chiar și steagul verde pe care îl adoptase cu câțiva ani înainte cu cel negru, simbol tradițional al dinastiei Abbaside. După asasinarea lui Fazl ibn Sahl, Al Ma’mun evită să mai numească un nou vizir, și încearcă să controleze într-un mod strict provinciile imperiale pentru a preveni eventuale insurecții sau revolte ale guvernatorilor. Excepție o face autonomia acordată generalului Tahir ibn al-Husayn, cel care îl ajutase în conflictul cu Al-Amin. Tahir ibn al-Husayn devine guvernator al provinciei Khorasan, mișcare ce va duce la apariția dinastiei Tahiride.

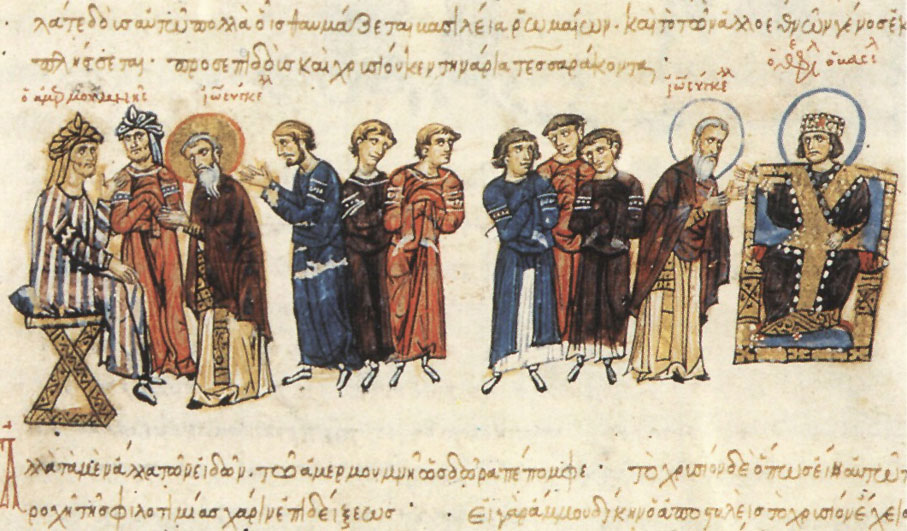
Ambasada bizantină a patriarhului Ioan al VII-lea Grămăticul la al Ma'mun (în partea dreaptă)

În 830 Al Ma’mun inițiază o campanie în Anatolia cucerind mai multe forturi bizantine. Împăratul bizantin Theopilos răspunde prin cucerirea Tarsus-ului din mâinile Abassizilor. Al Ma’mun pregătește o campanie masivă împotriva bizantinilor însă moare înainte de începerea sa. Relațiile cu bizantinii nu sunt exclusiv conflictuale, ci din contră califul semnează un acord de pace prin care bizantini se obligă să trimită anual Abbasizilor manuscrise în limba greacă despre știință și filozofie pe care translatorii din Bagdad le vor traduce în limba arabă.

## Mihna – inchiziția lui Al Ma’mun
Al Ma’mun, un adept al doctrinei Mu’tazilite și al raționalismului începe in anul 833 un proces de persecuție religioasă numit „Mihna” (“ Testare” în limba arabă), prin care cei care se împotriveau proclamației sale din 827, referitoare la creația Qu’ran-ului, puteau fi executați ori arestați. Prin Mihna Al Ma’mun a pus la încercare loialitatea învățaților musulmani, încercând să impună viziunea mu’tazilită prin autoritatea sa califală. Mu’taziliții erau adepții unei filozofii teologice influențate de raționalismul grecesc, și considerau ca problemele legate de religia Islamică și de aplicarea acesteia trebuie analizate din perspectiva rațională. De asemenea mu’taziliții considerau Qu’ran-ul ca fiind creat, și nu etern așa cum este Allah. Qu’ran-ul fiind cuvântul lui Allah, trebuie să fi fost creat, nefiind etern ori concomitent cu divinitatea. Această concepție era în antiteză cu opiniile adepților Sunnism-ului care considerau că atât Qu’ran-ul cât și Allah sunt eterni și necreați, și că problemele de religie trebuie rezolvate în spiritul literal al Qu’ran-ului și al Hadith-urilor.
Mihna a fost pusă în aplicare în Bagdad de șeful poliției Ishaq Ibn Ibrahim, care a început un proces de testare al qadi-urilor ( judecători islamici) și al invațaților islamici (ulema). Cei care afirmau creația Qu’ran-ului erau lăsați liberi, pe când cei care se opuneau acestei viziuni erau închiși și chiar executați uneori. Printre cei care s-au opus conceptiei mu’tazilite impuse de Al Ma’mun a fost și Ahmad Ibn Hanbal, fondatorul școlii Hanbalite de interpretare a legii islamice. Mihna avea să continue chiar și după moartea lui Al Ma’mun, până în anul 848 când a fost eliminată de califul Al-Mutawakkil.

## Al Ma’mun, patronul științelor, literaturii și al teologiei islamice
În timpul lui Al Ma’mun Bagdadul a devenit un important centru știintific, intelectual, industrial și comercial, cunoscut pentru producția de textile, pielărie și hârtie. Imperiul Abbasid fiind în expansiune, genera importante surse de venit pe care Al Ma’mun le-a folosit pentru a patrona diverse inițiative literare, științifice și teologice. Bayt al-Hikma ( “Casa Înțelepciunii” în limba arabă), faimosul centru de traduceri și de știință fondat de Harun al-Rashid, cunoaște o dezvoltare fără precedent în timpul lui Al Ma’mun, devenind cel mai important centru științific din lume în acea perioadă. Al Ma’mun trimite expediții științifice în imperiul Bizantin cu scopul de a colecta manuscrise care ulterior vor fi traduse în Bagdad. Operele medicale ale lui Hipocrate, tratatele despre matematica ale lui Arhimede, lucrarile despre geometrie ale lui Euclid, Almageste a lui Ptolemeu, precum și lucrarile filozofice ale lui Platon și Aristotel au fost traduse în limba arabă, conservate și analizate de învațații Casei Înțelepciunii, în vremea domniei lui Al Ma’mun. Fără inițiativa lui Al Ma’mun de a traduce, analiza și conserva operele științifice și filozofice ale Greciei antice, acestea s-ar fi pierdut și nu ar fi devenit bazele Renașterii Europene.
Din perspectivă literară, are loc traducerea în arabă a operei persane “Kalila și Dimmah”, o colecție de fabule mult mai populare în Orientul Mijlociu decât celebra operă “O mie și una de nopți”.
Astronomia și alchimia cunosc o perioadă de evoluție în timpul lui Al Ma’mun, unul dintre oamenii de știință sprijiniti de calif fiind Jabir ibn Hayyan, chimist, astronom, și filozof persan. Al Ma’mun înființează observatoare astronomice și solicită crearea unei hărți a lumii cunoscute la acea vreme, hartă ce se păstrează și astăzi la muzeul palatului Topkapi din Istanbul.
Urmând pașii tatălui său, Al Ma’mun promovează multiculturalismul și este tolerant față de creștini și evrei. El însuși este pasionat de concepțiile filozofice ale Greciei antice pe care încearcă să le utilizeze în abordarea rațională a religiei Islamice. La “Casa Înțelepciunii” Al Ma’mun aduce învățați musulmani, creștini și evrei care pe lângă traducerea în arabă a manuscriselor vechi grecești, indiene și persane, se ocupă și de studierea matematicii, a astronomiei, a alchimiei,  a chimiei, a medicinei, cartografiei, zoologiei și geografiei.
Pasionat de istorie și egiptologie, califul Al Ma’mun pornește lucrari de excavare a piramidelor din Giza în 832.

## Decesul
Al Ma’mun moare la data de 7 August 833 în Tarsus. Este urmat la tron de fratele său vitreg, califul Al-Mu’tasim.